# كوبا أمريكا للسيدات 2018
كانت كأس أمريكا الجنوبية للسيدات 2018 النسخة الثامنة من كأس أمريكا الجنوبية للسيدات (كونميبول), وهي مسابقة دولية رباعية للمنتخبات النسائية في كرة القدم في أمريكا الجنوبية التابعة لاتحاد أمريكا الجنوبية لكرة القدم اختصاراً كونميبول أقيمت البطولة بين 4 و22 أبريل 2018 في تشيلي.
قدمت البطولة مكانين مؤهلين مباشرة لتصفيات كأس العالم للسيدات 2019 في فرنسا، بالإضافة إلى مكان مؤهل مباشر ومكان تصفيات (ضد الفريق صاحب المركز الرابع من الكونكاكاف) لالألعاب الأولمبية الصيفية 2020 في اليابان، وثلاثة أماكن (للفرق من المركز الثالث إلى الخامس) لدورة الألعاب الأمريكية 2019 في ليما، بالإضافة إلى بيرو التي تأهلت تلقائيًا بصفتها الدولة المضيفة.
نجحت البرازيل في الدفاع عن لقبها، حيث فازت في جميع مبارياتها. كان هذا هو اللقب السابع للبرازيل في كأس أمريكا الجنوبية للسيدات.

## اختيار الدولة المضيفة
اُختيرت  تشيلي لاستضافة البطولة في أبريل 2017. تم الإعلان عن التواريخ في 21 يوليو 2017.

## الفرق
دخلت جميع المنتخبات العشرة الأعضاء في كونميبول البطولة.
| الفريق                | المشاركة | أفضل أداء سابق                             | تصنيف الفيفا في بداية الحدث |
| --------------------- | -------- | ------------------------------------------ | --------------------------- |
| الأرجنتين             | 7th      | البطل (2006)                               | 37                          |
| بوليفيا               | 7th      | المركز الخامس (1995)                       | 84                          |
| البرازيل (حامل اللقب) | 8th      | البطل (1991، 1995، 1998، 2003، 2010، 2014) | 8                           |
| تشيلي (المضيفين)      | 8th      | الوصيف (1991)                              | 40                          |
| كولومبيا              | 6th      | الوصيف (2010، 2014)                        | 24                          |
| الإكوادور             | 7th      | المركز الثالث (2014)                       | غير مصنف                    |
| باراغواي              | 6th      | المركز الرابع (2006)                       | 50                          |
| بيرو                  | 6th      | المركز الثالث (1998)                       | 59                          |
| الأوروغواي            | 6th      | المركز الثالث (2006)                       | 68                          |
| فنزويلا               | 7th      | المركز الثالث (1991)                       | 64                          |

## الملاعب
في 25 أكتوبر 2017، أعلن الاتحاد الوطني لكرة القدم في تشيلي (ANFP) أن 3 مدن ستستضيف البطولة، جميعها ضمن إقليم كوكيمبو.
في 28 مارس 2018، أعلن الاتحاد الأمريكي الجنوبي لكرة القدم (كونميبول) أن مدينة اوفايي لن تستضيف المباريات، وأن المباريات التي كانت مقررة في استاد دياغويتا في 8 و11 أبريل سيتم نقلها إلى لا سيرينا وكوكيمبو على التوالي.
| لا سيرينا        | خطأ لوا في وحدة:Location_map على السطر 320: لا يمكن العثور على "وحدة:Location map/data/Chile Coquimbo Region" و"قالب:خريطة مواقع Chile Coquimbo Region" غير موجود. | كوكيمبو                         |
| ---------------- | --- | ------------------------------- |
| استاد لا بورتادا | خطأ لوا في وحدة:Location_map على السطر 320: لا يمكن العثور على "وحدة:Location map/data/Chile Coquimbo Region" و"قالب:خريطة مواقع Chile Coquimbo Region" غير موجود. | استاد فرانشيسكو سانشيز روموروسو |
| السعة: 18,243    | خطأ لوا في وحدة:Location_map على السطر 320: لا يمكن العثور على "وحدة:Location map/data/Chile Coquimbo Region" و"قالب:خريطة مواقع Chile Coquimbo Region" غير موجود. | السعة: 18,750                   |
|                  | خطأ لوا في وحدة:Location_map على السطر 320: لا يمكن العثور على "وحدة:Location map/data/Chile Coquimbo Region" و"قالب:خريطة مواقع Chile Coquimbo Region" غير موجود. |                                 |

## القرعة
تمت قرعة البطولة في 1 مارس 2018، الساعة 13:00 بتوقيت تشيلي (CLST) (UTC−3)، في قاعة محاضرات الاتحاد الوطني لكرة القدم في تشيلي (ANFP) في سانتياغو، تشيلي. تم تقسيم الفرق العشرة إلى مجموعتين من خمسة فرق. تم تصنيف البلد المضيف تشيلي وحامل اللقب البرازيل إلى المجموعتين A وB على التوالي، بينما تم وضع الفرق المتبقية في أربعة "أوعية" بناءً على نتائجها في كوبا أمريكا للسيدات 2014.
| التصنيف                                    | وعاء 1               | وعاء 2               | وعاء 3               | وعاء 4         |
| ------------------------------------------ | -------------------- | -------------------- | -------------------- | -------------- |
| تشيلي (المجموعة A) · البرازيل (المجموعة B) | كولومبيا · الإكوادور | الأرجنتين · باراغواي | الأوروغواي · فنزويلا | بيرو · بوليفيا |

## التشكيلات
كان بإمكان كل فريق تسجيل حد أقصى من 22 لاعبة (ثلاث منهن يجب أن يكن حارسات مرمى).

## حكام المباريات
اُختير 12 حَكمًا و 20 مساعد حكم للبطولة.

## المرحلة الأولى
في المرحلة الأولى، تم ترتيب الفرق وفقًا لـ النقاط (3 نقاط للفوز، 1 نقطة للتعادل، 0 نقاط للخسارة). وفي حال تعادل الفرق في النقاط، تُطبّق معايير فاصلة بترتيب التالي (المادة 18.1 من اللوائح):
1. فرق الأهداف؛
2. الأهداف المسجلة؛
3. نتيجة المواجهات المباشرة بين الفرق المتعادلة؛
4. سحب القرعة.

تأهل أفضل فريقين من كل مجموعة إلى المرحلة النهائية.
جميع الأوقات محلية، CLST (UTC−3).

### المجموعة الأولى
| م | الفريق     | لعب | ف | ت | خ | أ.له | أ.ع | أ.ف | نقاط | التأهل                  |
| - | ---------- | --- | - | - | - | ---- | --- | --- | ---- | ----------------------- |
| 1 | كولومبيا   | 4   | 3 | 1 | 0 | 16   | 2   | +14 | 10   | المرحلة النهائية        |
| 2 | تشيلي (H)  | 4   | 2 | 2 | 0 | 8    | 2   | +6  | 8    | المرحلة النهائية        |
| 3 | باراغواي   | 4   | 2 | 1 | 1 | 7    | 7   | 0   | 7    | ألعاب بان أمريكان 2019 ‏ |
| 4 | الأوروغواي | 4   | 0 | 1 | 3 | 2    | 11  | −9  | 1    |                         |
| 5 | بيرو       | 4   | 0 | 1 | 3 | 1    | 12  | −11 | 1    |                         |

| كولومبيا                                                                | 7–0   | الأوروغواي |
| ----------------------------------------------------------------------- | ----- | ---------- |
| - أوسمي 2'، 45+1'، 57'، 90+2' - مونتويا 17' - رينكون 43' - إيشيفيري 58' | تقرير |            |

| تشيلي      | 1–1   | باراغواي        |
| ---------- | ----- | --------------- |
| - أيدو 62' | تقرير | - فيلامايور 53' |

| باراغواي                                      | 3–0   | بيرو |
| --------------------------------------------- | ----- | ---- |
| - بينيا 70' - ج. مارتينيز 84' - بيرالتا 90+3' | تقرير |      |

| تشيلي      | 1–1   | كولومبيا    |
| ---------- | ----- | ----------- |
| - سايز 79' | تقرير | - أوسمي 49' |

| الأوروغواي  | 1–1   | بيرو           |
| ----------- | ----- | -------------- |
| - باديل 58' | تقرير | - مارتينيز 37' |

| كولومبيا                                        | 5–1   | باراغواي        |
| ----------------------------------------------- | ----- | --------------- |
| - أوسمي 41'، 56'، 65' - أسبينا 70' - سانتوس 81' | تقرير | - كورتازا 90+2' |

| كولومبيا                                | 3–0   | بيرو |
| --------------------------------------- | ----- | ---- |
| - أوسمي 23' - سانتوس 54' - إيشيفيري 83' | تقرير |      |

| تشيلي       | 1–0   | الأوروغواي |
| ----------- | ----- | ---------- |
| - روجاس 79' | تقرير |            |

### المجموعة الثانية
| م | الفريق    | لعب | ف | ت | خ | أ.له | أ.ع | أ.ف | نقاط | التأهل           |
| - | --------- | --- | - | - | - | ---- | --- | --- | ---- | ---------------- |
| 1 | البرازيل  | 4   | 4 | 0 | 0 | 22   | 1   | +21 | 12   | المرحلة النهائية |
| 2 | الأرجنتين | 4   | 3 | 0 | 1 | 12   | 6   | +6  | 9    | المرحلة النهائية |
| 3 | فنزويلا   | 4   | 2 | 0 | 2 | 9    | 6   | +3  | 6    |                  |
| 4 | بوليفيا   | 4   | 1 | 0 | 3 | 1    | 18  | −17 | 3    |                  |
| 5 | الإكوادور | 4   | 0 | 0 | 4 | 3    | 16  | −13 | 0    |                  |

| البرازيل                                               | 4–0   | بوليفيا |
| ------------------------------------------------------ | ----- | ------- |
| - مارتا 22' - سواريس 29' - كارفالو 42' - دي كاسترو 51' | تقرير |         |

| الأرجنتين                                                | 4–0   | الإكوادور |
| -------------------------------------------------------- | ----- | --------- |
| - غونزاليس 17' - بامبيتو 35' - بونانوتي 53' - جارسيا 79' | تقرير |           |

| البرازيل                              | 3–0   | الأرجنتين |
| ------------------------------------- | ----- | --------- |
| - مارتا 29' - سواريس 50' - كارنيو 79' | تقرير |           |

| الإكوادور     | 1–1   | بوليفيا    |
| ------------- | ----- | ---------- |
| - ميندوزا 71' | تقرير | - تريو 38' |

| الأرجنتين                  | 2–0   | بوليفيا |
| -------------------------- | ----- | ------- |
| - جارسيا 53' - بامبيتو 73' | تقرير |         |

| البرازيل                   | 2–0   | الإكوادور |
| -------------------------- | ----- | --------- |
| - مارتا 6' - دي كاسترو 63' | تقرير |           |

| البرازيل                              | 3–0   | بوليفيا |
| ------------------------------------- | ----- | ------- |
| - مارتا 14' - سواريس 28' - كارنيو 41' | تقرير |         |

### ترتيب المركز الثالث في المجموعة
تأهل الفريق الذي احتل المركز الخامس في المرحلة الأولى إلى دورة الألعاب الأمريكية 2019.
| م | مج | الفريق   | لعب | ف | ت | خ | أ.له | أ.ع | أ.ف | نقاط | التأهل                       |
| - | -- | -------- | --- | - | - | - | ---- | --- | --- | ---- | ---------------------------- |
| 1 | أ  | باراغواي | 4   | 2 | 1 | 1 | 7    | 7   | 0   | 7    | دورة الألعاب الأمريكية 2019 ‏ |
| 2 | ب  | فنزويلا  | 4   | 2 | 0 | 2 | 9    | 6   | +3  | 6    |                              |

## المرحلة النهائية
في المرحلة النهائية، تم ترتيب الفرق وفقًا للنقاط (3 نقاط للفوز، 1 نقطة للتعادل، 0 نقاط للهزيمة). في حال التساوي بالنقاط، يتم تطبيق معايير كسر التعادل بالترتيب التالي، مع مراعاة المباريات التي أُقيمت في المرحلة النهائية فقط (المادة 18.2 من اللوائح):
1. فارق الأهداف؛
2. الأهداف المسجلة;
3. نتيجة المواجهات المباشرة بين الفرق المتساوية في النقاط;
4. نقاط اللعب النظيف (أول بطاقة صفراء: خصم 1 نقطة؛ ثاني بطاقة صفراء / بطاقة حمراء: خصم 3 نقاط؛ بطاقة حمراء مباشرة: خصم 4 نقاط؛ بطاقة صفراء وبطاقة حمراء مباشرة: خصم 5 نقاط);
5. سحب القرعة.

| م | الفريق    | لعب | ف | ت | خ | أ.له | أ.ع | أ.ف | نقاط | التأهل                                                    |
| - | --------- | --- | - | - | - | ---- | --- | --- | ---- | --------------------------------------------------------- |
| 1 | البرازيل  | 3   | 3 | 0 | 0 | 9    | 1   | +8  | 9    | كأس العالم للسيدات 2019 وأولمبياد صيف 2020                |
| 2 | تشيلي (H) | 3   | 1 | 1 | 1 | 5    | 3   | +2  | 4    | الملحق الأولمبي بين الكونكاكاف وكونميبول                  |
| 3 | الأرجنتين | 3   | 1 | 0 | 2 | 3    | 8   | −5  | 3    | الملحق بين كونكاكاف وكونميبول ودورة ألعاب بان أمريكا 2019 |
| 4 | كولومبيا  | 3   | 0 | 1 | 2 | 1    | 6   | −5  | 1    | دورة ألعاب بان أمريكا 2019                                |

| كولومبيا      | 1–3   | الأرجنتين                                 |
| ------------- | ----- | ----------------------------------------- |
| - ساليزار 31' | تقرير | - بونسجوندو 50' - جايمس 66' - كورونيل 70' |

| البرازيل                                   | 3–1   | تشيلي       |
| ------------------------------------------ | ----- | ----------- |
| - مونيكا 21' - بيا زانيراتو 25' - ثايس 34' | تقرير | - لوبيز 63' |

| البرازيل                                 | 3–0   | الأرجنتين |
| ---------------------------------------- | ----- | --------- |
| - كريستياني 47' - Thaisa 52' - دبيها 78' | تقرير |           |

| كولومبيا | 0–0   | تشيلي |
| -------- | ----- | ----- |
|          | تقرير |       |

| تشيلي                                                      | 4–0   | الأرجنتين |
| ---------------------------------------------------------- | ----- | --------- |
| - سايز 8' - هيرنانديز 24' - باروسو 40' (ه.ذ.) - لارا 90+2' | تقرير |           |

| البرازيل                                | 3–0   | كولومبيا |
| --------------------------------------- | ----- | -------- |
| - مونيكا 29'، 71' - كلافيو 45+2' (ه.ذ.) | تقرير |          |

## الهدافات
عدد الأهداف المُسجلة  99 هدفًا  في 26 مباراة، بمتوسط 3.81 هدفًا في المباراة الواحدة.
9 أهداف
- كاتالينا أوسمي

6 أهداف
- بياتريز زانيراتو

5 أهداف
- سولي جايمس
- دينا كاستيليانوس

4 أهداف
- كريستيان روزييرا
- مونيكا هيكمان ألفيس

3 أهداف
- إستيفانيا بانيني
- فلورنسيا بونسغوندو
- أندريشينيا
- ديبينا
- يانارا أيدو
- يسورا فيسو

هدفان
- ماريانا لاروكيت
- إيريكا
- فرانسيسكا لارا
- ييسينيا لوبيز
- ماريا خوسيه روخاس
- كاميلا سايز
- إيزابيلا إيشيفيري
- ليسي سانتوس
- جيسيكا مارتينيز
- أمادا بيرالتا

هدف
- روث برافو
- مارويلا كورونيل
- جانيث مورون
- ألين ميلين
- أندريسا ألفيس
- فورميغا
- مارثا
- ميليني
- رافيلي
- ثايس
- تيسا
- ماريوري هيرنانديز
- دانييلا مونتويا
- ديانا أوسبينا
- يورلي رينكون
- ليانا سالازار
- سواني فاخاردو
- إنغريد رودريغيز
- إيريكا فازكويز
- داميا كورتازا
- ليز بينا
- غلوريا فيلامايور
- ناهومي مارتينيز
- ياميلا باديل
- سيندي راميريز
- أورايانا ألتوف

هدف ذاتي
- أوغستينا باروسو (ضد تشيلي)
- أنجيلا كلابيخو (ضد البرازيل)

## الجوائز
- البرازيل للمرة السابعة
- الهداف:  كاتالينا أوسمي (9 أهداف)
- جائزة اللعب النظيف:  تشيلي

{

## التأهل للبطولات الدولية

### الفرق المتأهلة إلى كأس العالم للسيدات 2019
الفرق التالية من كونمبيول تأهلت إلى كأس العالم لكرة القدم للسيدات 2019. تأهلت الأرجنتين بعد فوزها في ملحق التأهل ضد الفريق الرابع في بطولة الكونكاكاف 2018، بنما.
| الفريق    | تأهل في        | الظهور السابق في كأس العالم للسيدات1         |
| --------- | -------------- | -------------------------------------------- |
| البرازيل  | 19 أبريل 2018  | 7 (1991، 1995، 1999، 2003، 2007، 2011، 2015) |
| تشيلي     | 22 أبريل 2018  | 0 (الظهور الأول)                             |
| الأرجنتين | 13 نوفمبر 2018 | 2 (2003، 2007)                               |

1 بالخط العريض يعني الفائزين لتلك السنة. بالخط المائل يعني الدول المضيفة لتلك السنة.

### الفرق المتأهلة للألعاب الأولمبية الصيفية
الفرق التالية من كونمبيول تأهلت إلى مسابقة كرة القدم للسيدات في أولمبياد 2020. تأهلت تشيلي بعد فوزها في ملحق التأهل ضد الفريق الثاني في بطولة الكاف 2020، الكاميرون.
| الفريق   | تأهل في       | الظهور السابق في الألعاب الأولمبية الصيفية2 |
| -------- | ------------- | ------------------------------------------- |
| البرازيل | 22 أبريل 2018 | 6 (1996، 2000، 2004، 2008، 2012, 2016)      |
| تشيلي    | 13 أبريل 2021 | 0 (الظهور الأول)                            |

2 بالخط العريض يعني الفائزين لتلك السنة. بالخط المائل يعني الدول المضيفة لتلك السنة.

### الفرق المتأهلة لدورة الألعاب الأمريكية 2019
الفرق التالية من كونمبيول تأهلت إلى مسابقة كرة القدم للسيدات في دورة الألعاب الأمريكية 2019، بما في ذلك بيرو التي تأهلت كدولة مضيفة.
| الفريق    | تأهل في        | الظهور السابق في دورة الألعاب الأمريكية 3 |
| --------- | -------------- | ----------------------------------------- |
| بيرو      | 11 أكتوبر 2013 | 0 (الظهور الأول)                          |
| باراغواي  | 13 أبريل 2018  | 1 (2007)                                  |
| الأرجنتين | 22 أبريل 2018  | 4 (2003، 2007، 2011، 2015)                |
| كولومبيا  | 22 أبريل 2018  | 2 (2011، 2015)                            |

3 بالخط العريض يعني الفائزين لتلك السنة. بالخط المائل يعني الدول المضيفة لتلك السنة.